# Giải Grammy lần thứ 62
Giải Grammy lần thứ 62 được tổ chức vào ngày 26 tháng 1 năm 2020 tại Trung tâm Staples, Los Angeles. Giải thưởng này ghi nhận những bản thu âm, sáng tác và những nghệ sĩ xuất sắc nhất trong khoảng thời gian từ ngày 1 tháng 10 năm 2018 đến ngày 31 tháng 8 năm 2019. Vào ngày 20 tháng 11 năm 2019, Gayle King, Alicia Keys và Bebe Rexha thông báo toàn bộ danh sách đề cử của 84 hạng mục trong chương trình CBS This Morning. Tương tự như lễ trao giải năm trước, Keys tiếp tục đảm nhận vai trò dẫn chương trình của buổi lễ năm nay.
Lizzo là nghệ sĩ nhận được nhiều đề cử nhất với tổng cộng 8 đề cử, kế đến là Billie Eilish và Lil Nas X với 6 đề cử mỗi nghệ sĩ. Eilish và anh trai Finneas là hai nghệ sĩ đoạt nhiều giải nhất với 5 giải mỗi nghệ sĩ. Với thành tích này, cô trở thành nghệ sĩ đầu tiên giành chiến thắng ở toàn bộ bốn hạng mục Thu âm của năm, Album của năm, Bài hát của năm và Nghệ sĩ mới xuất sắc nhất trong cùng một năm kể từ sau khi Christopher Cross làm được điều tương tự tại lễ trao giải năm 1981.
Mười ngày trước lễ trao giải, bà Deborah Dugan bị giải nhiệm khỏi chức chủ tịch kiêm CEO của Viện hàn lâm Thu âm và được yêu cầu nghỉ phép tạm thời. Dugan đã làm dấy lên tranh cãi với việc khẳng định rằng Viện hàn lâm Thu âm có dính líu vào các hành vi tham nhũng và thiên vị. Lễ trao giải được tổ chức cùng ngày sau sự kiện cầu thủ bóng rổ Kobe Bryant qua đời. Keys và Boyz II Men đã biểu diễn ca khúc "It's So Hard to Say Goodbye to Yesterday" để tưởng nhớ Bryant.

## Người biểu diễn

### Buổi lễ mở màn
| Nghệ sĩ                               | Bài hát           |
| ------------------------------------- | ----------------- |
| Chick Corea và Ban nhạc Spanish Heart | House Band        |
| I'm with Her                          | "Call My Name"    |
| Angélique Kidjo                       | "Afrika"          |
| Nicola Benedetti                      | Biểu diễn nhạc cụ |
| Yola                                  | "Faraway Look"    |

### Buổi lễ chính
| Nghệ sĩ | Bài hát                                                                                       |
| --- | --------------------------------------------------------------------------------------------- |
| Lizzo | "Cuz I Love You" Truth Hurts"                                                                 |
| Alicia Keys Boyz II Men | Tưởng nhớ Kobe Bryant "It's So Hard to Say Goodbye to Yesterday"                              |
| Blake Shelton Gwen Stefani | "Nobody but You"                                                                              |
| Alicia Keys | Tri ân các nghệ sĩ được đề cử với giai điệu của ca khúc "Someone You Loved" của Lewis Capaldi |
| Jonas Brothers | "Five More Minutes" "What a Man Gotta Do"                                                     |
| Tyler, The Creator Boyz II Men Charlie Wilson | "Earfquake" "New Magic Wand"                                                                  |
| Usher FKA Twigs Sheila E. | Tri ân Prince "Little Red Corvette" When Doves Cry" Kiss"                                     |
| Camila Cabello | "First Man"                                                                                   |
| Tanya Tucker Brandi Carlile | "Bring My Flowers Now"                                                                        |
| Ariana Grande | "Imagine" My Favorite Things" 7 Rings" Thank U, Next"                                         |
| Billie Eilish Finneas O'Connell | "When the Party's Over"                                                                       |
| Aerosmith Run-DMC | "Livin' on the Edge" Walk This Way"                                                           |
| Lil Nas X Billy Ray Cyrus BTS Diplo Mason Ramsey Nas | "Old Town Road" Rodeo"                                                                        |
| Demi Lovato | "Anyone"                                                                                      |
| DJ Khaled Kirk Franklin John Legend Meek Mill Roddy Ricch YG                                                                                                   | Tri ân Nipsey Hussle "Higher"                                                                 |
| Rosalía | "Juro Qué" Malamente"                                                                         |
| Alicia Keys Brittany Howard | "Underdog"                                                                                    |
| H.E.R. | "Sometimes"                                                                                   |
| Bonnie Raitt | Tri ân John Prine "Angel from Montgomery"                                                     |
| Gary Clark Jr. The Roots | "This Land"                                                                                   |
| Trombone Shorty Orleans Avenue Preservation Hall Jazz Band | Tri ân Dr. John                                                                               |
| Ben Platt Cyndi Lauper John Legend Joshua David Bell Debbie Allen Misty Copeland Camila Cabello Gary Clark Jr. Lang Lang The War and Treaty Lee Curreri Common | Tri ân ngành giáo dục âm nhạc và Kenneth Ehrlich "I Sing the Body Electric"                   |

## Người dẫn chương trình
Buổi lễ mở màn
- Imogen Heap – dẫn chương trình của Buổi lễ mở màn Giải Grammy, trao giải ở các hạng mục Âm nhạc cho sản phẩm truyền thông hình ảnh, World Music, Nhạc truyền thống Mỹ, Pop và Sản xuất
- Kimie Miner – trao giải ở các hạng mục Đóng gói, Ghi chú, Lịch sử, Sản xuất, Phối lại, Sản xuất cho âm thanh lập thể và Video/Phim âm nhạc
- Esperanza Spalding – trao giải ở các hạng mục New Age, Nhạc truyền thống Mỹ, Reggae, Thiếu nhi, Diễn thuyết, Dance và Nhạc cụ đương đại
- Luis Fonsi – trao giải ở các hạng mục Soạn nhạc, Biên khúc, Jazz và Đồng quê
- PJ Morton – trao giải ở các hạng mục Phúc âm, Latin và Rap
- Natalia Joachim – trao giải ở các hạng mục Cổ điển
- Jimmy Jam – trao giải ở các hạng mục Nhạc kịch nhà hát, Rock, Alternative và R&B

Buổi lễ chính
- Billy Porter – giới thiệu Jonas Brothers
- Keith Urban & Cynthia Erivo – trao giải Trình diễn đơn ca pop xuất sắc nhất
- Trevor Noah – giới thiệu Tyler, the Creator
- Shania Twain & Bebe Rexha – trao giải Trình diễn song tấu hoặc nhóm nhạc đồng quê xuất sắc nhất
- Jim Gaffigan – giới thiệu Camila Cabello
- Brandi Carlile & Tanya Tucker – trao giải Album hài kịch xuất sắc nhất
- Ben Platt – giới thiệu Ariana Grande
- Common – giới thiệu Aerosmith & Run-DMC
- Issa Rae – trao giải Album rap xuất sắc nhất
- Ellen DeGeneres – giới thiệu Lil Nas X
- Greta Gerwig – giới thiệu Demi Lovato
- Ava DuVernay – giới thiệu tiết mục Tri ân Nipsey Hussle
- Smokey Robinson & Little Big Town – trao giải Bài hát của năm
- Ozzy & Sharon Osbourne – trao giải Trình diễn rap/hát xuất sắc nhất và giới thiệu H.E.R.
- Alicia Keys & Dua Lipa – trao giải Nghệ sĩ mới xuất sắc nhất
- John Legend – giới thiệu tiết mục Tri ân Kenneth Ehrlich
- LL Cool J – trao giải Album của năm
- Alicia Keys – trao giải Thu âm của năm

## Đoạt giải và đề cử
Người chiến thắng sẽ xuất hiện đầu tiên và được đánh dấu bằng chữ In đậm.

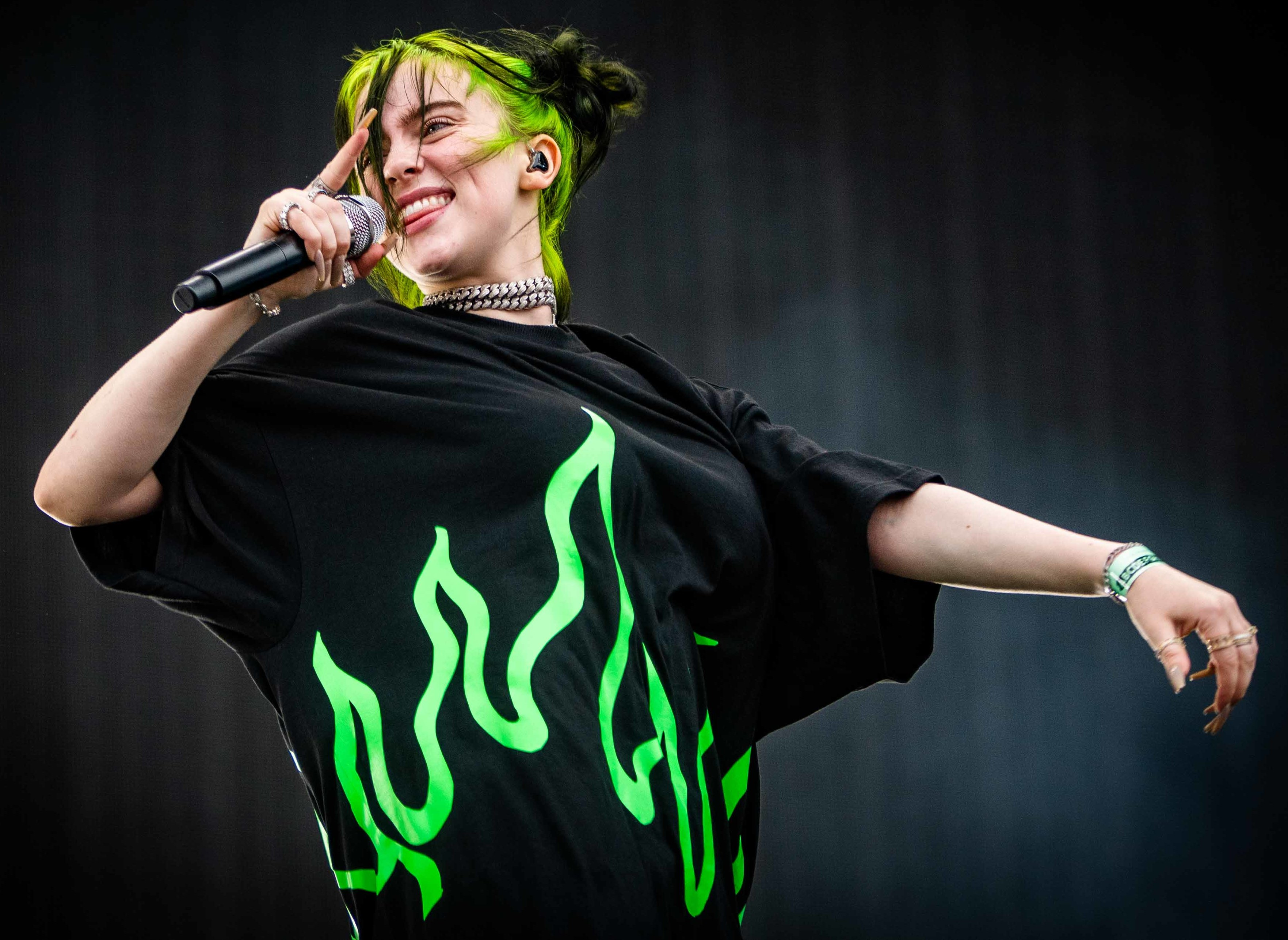
Billie Eilish giành chiến thắng ở toàn bộ bốn hạng mục lớn trong cùng một năm, trở thành nghệ sĩ thứ hai trong lịch sử và cũng là nghệ sĩ đầu tiên đạt được thành tích này kể từ năm 1981.

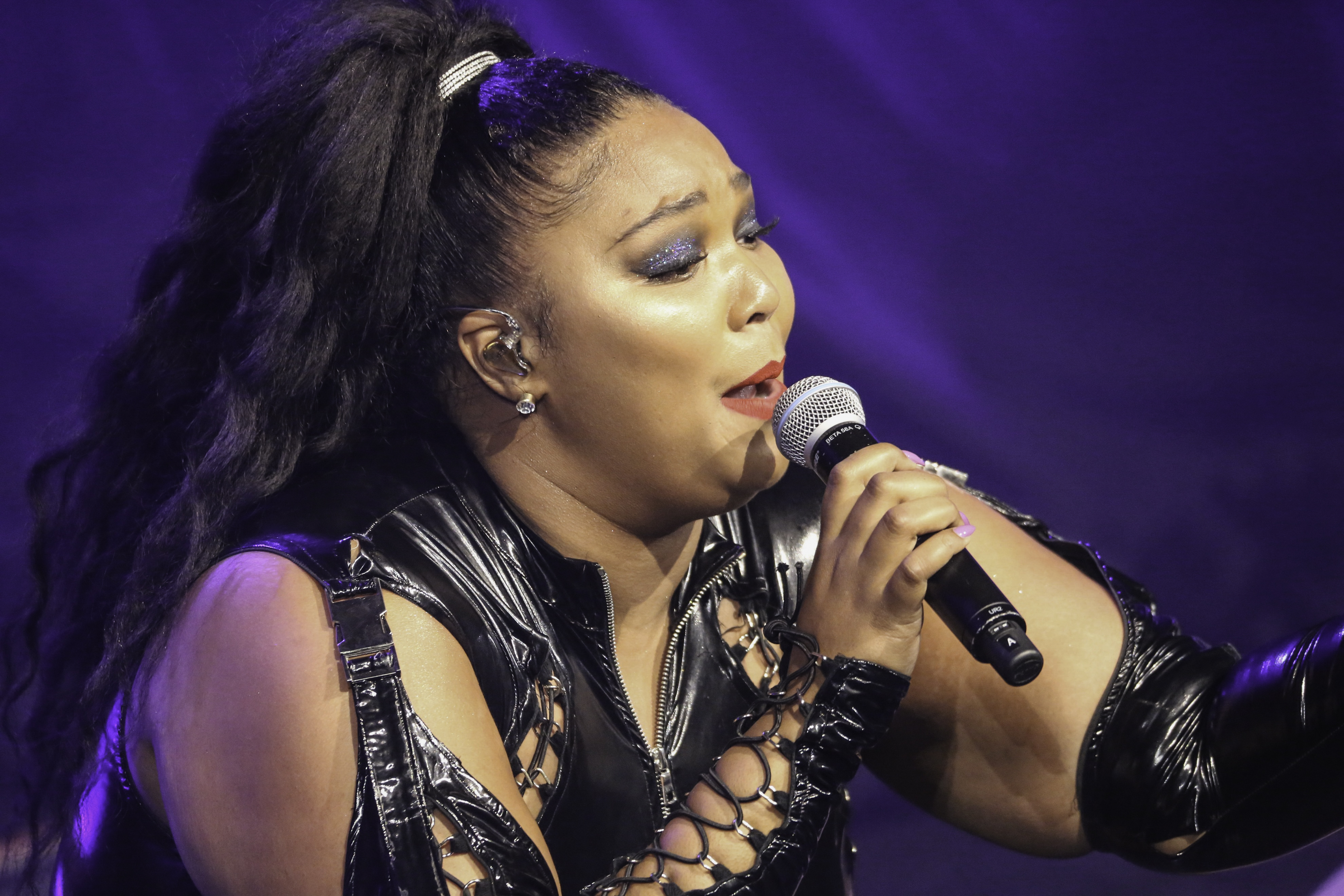
Lizzo là nghệ sĩ nhận được nhiều đề cử nhất với tổng cộng 8 đề cử. Cô cũng được đề cử ở bốn hạng mục chính của lễ trao giải.

### Hạng mục chung
Thu âm của năm
- "Bad Guy" – Billie Eilish
  - Finneas O'Connell: sản xuất; Rob Kinelski & Finneas O'Connell: kỹ sư/ phối nhạc; John Greenham: kỹ sư master
- "Hey, Ma" – Bon Iver
  - BJ Burton, Brad Cook, Chris Messina & Justin Vernon: sản xuất; BJ Burton, Zach Hansen & Chris Messina: kỹ sư/ phối nhạc; Greg Calbi: kỹ sư master
- "7 Rings" – Ariana Grande
  - Charles Anderson, Tommy Brown, Michael Foster & Victoria Monét: sản xuất; Serban Ghenea, John Hanes, Billy Hickey & Brendan Morawski: kỹ sư/ phối nhạc; Randy Merrill: kỹ sư master
- "Hard Place" – H.E.R.
  - Rodney "Darkchild" Jerkins: sản xuất; Joseph Hurtado, Jaycen Joshua, Derek Keota & Miki Tsutsumi: kỹ sư/ phối nhạc; Colin Leonard: kỹ sư master
- "Talk" – Khalid
  - Disclosure & Denis Kosiak: sản xuất; Ingmar Carlson, Jon Castelli, Josh Deguzman, John Kercy, Denis Kosiak, Guy Lawrence & Michael Romero: kỹ sư/ phối nhạc; Dale Becker: kỹ sư master
- "Old Town Road" – Lil Nas X hợp tác với Billy Ray Cyrus
  - Andrew "VoxGod" Bolooki & YoungKio: sản xuất; Andrew "VoxGod" Bolooki & Cinco: kỹ sư/ phối nhạc; Eric Lagg: kỹ sư master
- "Truth Hurts" – Lizzo
  - Ricky Reed & Tele: sản xuất; Chris Galland, Manny Marroquin & Ethan Shumaker: kỹ sư/ phối nhạc; Chris Gehringer: kỹ sư master
- "Sunflower" – Post Malone & Swae Lee
  - Louis Bell & Carter Lang: sản xuất; Louis Bell & Manny Marroquin: kỹ sư/ phối nhạc

Album của năm
- When We All Fall Asleep, Where Do We Go? – Billie Eilish
  - Finneas O'Connell: sản xuất; Rob Kinelski & Finneas O'Connell: kỹ sư/ phối nhạc; Billie Eilish O'Connell & Finneas O'Connell: sáng tác nhạc; John Greenham: kỹ sư master
- I, I – Bon Iver
  - Brad Cook, Chris Messina & Justin Vernon: sản xuất; Zach Hansen & Chris Messina: kỹ sư/ phối nhạc; BJ Burton, Brad Cook & Justin Vernon: sáng tác nhạc; Greg Calbi: kỹ sư master
- Norman F***ing Rockwell! – Lana Del Rey
  - Jack Antonoff & Lana Del Rey: sản xuất; Jack Antonoff & Laura Sisk: kỹ sư/ phối nhạc; Jack Antonoff & Lana Del Rey: sáng tác nhạc; Chris Gehringer: kỹ sư master
- Thank U, Next – Ariana Grande
  - Tommy Brown, Ilya, Max Martin & Victoria Monét: sản xuất; Serban Ghenea & Brendan Morawski: kỹ sư/ phối nhạc; Tommy Brown, Ariana Grande, Savan Kotecha, Max Martin, Victoria Monét, Tayla Parx & Ilya Salmanzadeh: sáng tác nhạc; Randy Merrill: kỹ sư master
- I Used to Know Her – H.E.R.
  - David "Swagg R'Celious" Harris, H.E.R., Walter Jones & Jeff Robinson: sản xuất; Miki Tsutsumi: kỹ sư/ phối nhạc; Sam Ashworth, Jeff "Gitty" Gitelman, David "Swagg R'Celious" Harris & H.E.R.: sáng tác nhạc; Colin Leonard: kỹ sư master
- 7 – Lil Nas X
  - Montero Lamar Hill: sáng tác nhạc; Eric Lagg: kỹ sư master
- Cuz I Love You (Phiên bản cao cấp) – Lizzo
  - Ricky Reed: sản xuất; Manny Marroquin & Ethan Shumaker: kỹ sư/ phối nhạc; Eric Frederic & Melissa Jefferson: sáng tác nhạc; Chris Gehringer: kỹ sư master
- Father of the Bride – Vampire Weekend
  - Ezra Koenig & Ariel Rechtshaid: sản xuất; John DeBold, Chris Kasych, Takemasa Kosaka, Ariel Rechtshaid & Hiroya Takayama: kỹ sư/ phối nhạc; Ezra Koenig: sáng tác nhạc; Emily Lazar: kỹ sư master

Bài hát của năm
- "Bad Guy"
  - Sáng tác: Billie Eilish O'Connell & Finneas O'Connell (trình bày bởi Billie Eilish)
- "Always Remember Us This Way"
  - Sáng tác: Natalie Hemby, Lady Gaga, Hillary Lindsey & Lori McKenna (trình bày bởi Lady Gaga)
- "Bring My Flowers Now"
  - Sáng tác: Brandi Carlile, Phil Hanseroth, Tim Hanseroth & Tanya Tucker (trình bày bởi Tanya Tucker)
- "Hard Place"
  - Sáng tác: Ruby Amanfu, Sam Ashworth, D. Arcelious Harris, H.E.R. & Rodney Jerkins (trình bày bởi H.E.R.)
- "Lover"
  - Sáng tác: Taylor Swift (trình bày bởi Taylor Swift)
- "Norman F***ing Rockwell"
  - Sáng tác: Jack Antonoff & Lana Del Rey (trình bày bởi Lana Del Rey)
- "Someone You Loved"
  - Sáng tác: Tom Barnes, Lewis Capaldi, Pete Kelleher, Benjamin Kohn & Sam Roman (trình bày bởi Lewis Capaldi)
- "Truth Hurts"
  - Sáng tác: Steven Cheung, Eric Frederic, Melissa Jefferson & Jesse Saint John (trình bày bởi Lizzo)

Nghệ sĩ mới xuất sắc nhất
- Billie Eilish
- Black Pumas
- Lil Nas X
- Lizzo
- Maggie Rogers
- Rosalía
- Tank and the Bangas
- Yola

### Pop
Trình diễn đơn ca pop xuất sắc nhất
- "Truth Hurts" – Lizzo
- "Spirit" – Beyoncé
- "Bad Guy" – Billie Eilish
- "7 Rings" – Ariana Grande
- "You Need to Calm Down" – Taylor Swift

Trình diễn song tấu hoặc nhóm nhạc pop xuất sắc nhất
- "Old Town Road" – Lil Nas X hợp tác với Billy Ray Cyrus
- "Boyfriend" – Ariana Grande & Social House
- "Sucker"  – Jonas Brothers
- "Sunflower"  – Post Malone & Swae Lee
- "Señorita" – Shawn Mendes & Camila Cabello

Album giọng pop truyền thống xuất sắc nhất
- Look Now – Elvis Costello & The Imposters
- Sì – Andrea Bocelli
- Love (Phiên bản Cao cấp) – Michael Bublé
- A Legendary Christmas – John Legend
- Walls – Barbra Streisand

Album giọng pop xuất sắc nhất
- When We All Fall Asleep, Where Do We Go? – Billie Eilish
- The Lion King: The Gift – Beyoncé
- Thank U, Next – Ariana Grande
- No.6 Collaborations Project – Ed Sheeran
- Lover – Taylor Swift

### Nhạc điện tử/dance
Thu âm nhạc dance xuất sắc nhất
- "Got to Keep On" – The Chemical Brothers
  - The Chemical Brothers: sản xuất; Steve Dub Jones & Tom Rowlands: hòa âm
- "Linked" – Bonobo
  - Simon Green: sản xuất; Simon Green: hòa âm
- "Piece of Your Heart" – Meduza hợp tác với Goodboys
  - Simone Giani, Luca De Gregorio & Mattia Vitale: sản xuất; Simone Giani, Luca De Gregorio & Mattia Vitale: hòa âm
- "Underwater" – Rüfüs Du Sol
  - Jason Evigan & Rüfüs Du Sol: sản xuất; Cassian Stewart-Kasimba: hòa âm
- "Midnight Hour" – Skrillex & Boys Noize hợp tác với Ty Dolla $ign
  - Boys Noize & Skrillex: sản xuất; Skrillex: hòa âm

Album nhạc điện tử/dance xuất sắc nhất
- No Geography – The Chemical Brothers
- LP5 – Apparat
- Hi This Is Flume (Mixtape) – Flume
- Solace – Rüfüs Du Sol
- Weather – Tycho

### Nhạc cụ đương đại
Album nhạc cụ đương đại xuất sắc nhất
- Mettavolution – Rodrigo y Gabriela
- Ancestral Recall –  Christian Scott
- Star People Nation – Theo Croker
- Beat Music! Beat Music! Beat Music! – Mark Guiliana
- Elevate – Lettuce

### Rock
Trình diễn rock xuất sắc nhất
- "This Land" – Gary Clark Jr.
- "Pretty Waste" – Bones UK
- "History Repeats" – Brittany Howard
- "Woman" – Karen O & Danger Mouse
- "Too Bad" – Rival Sons

Trình diễn metal xuất sắc nhất
- "7empest" – Tool
- "Astorolus – The Great Octopus" – Candlemass hợp tác với Tony Iommi
- "Humanicide" – Death Angel
- "Bow Down" – I Prevail
- "Unleashed" – Killswitch Engage

Bài hát rock hay nhất
- "This Land"
  - Sáng tác: Gary Clark Jr. (trình bày bởi Gary Clark Jr.)
- "Fear Inoculum"
  - Sáng tác: Danny Carey, Justin Chancellor, Adam Jones & Maynard James Keenan (trình bày bởi Tool)
- "Give Yourself a Try"
  - Sáng tác: George Daniel, Adam Hann, Matthew Healy & Ross MacDonald (trình bày bởi The 1975)
- "Harmony Hall"
  - Sáng tác: Ezra Koenig (trình bày bởi Vampire Weekend)
- "History Repeats"
  - Sáng tác: Brittany Howard (trình bày bởi Brittany Howard)

Album rock xuất sắc nhất
- Social Cues – Cage The Elephant
- Amo – Bring Me the Horizon
- In the End – The Cranberries
- Trauma – I Prevail
- Feral Roots – Rival Sons

### Alternative
Album nhạc alternative xuất sắc nhất
- Father of the Bride – Vampire Weekend
- U.F.O.F. – Big Thief
- Assume Form – James Blake
- I, I – Bon Iver
- Anima – Thom Yorke

### R&B
Trình diễn R&B xuất sắc nhất
- "Come Home" – Anderson.Paak hợp tác với André 3000
- "Love Again" – Daniel Caesar & Brandy
- "Could've Been" – H.E.R. hợp tác với Bryson Tiller
- "Exactly How I Feel" – Lizzo hợp tác với Gucci Mane
- "Roll Some Mo" – Lucky Daye

Trình diễn R&B truyền thống xuất sắc nhất
- "Jerome" – Lizzo
- "Time Today" – BJ the Chicago Kid
- "Steady Love" – India.Arie
- "Real Games" – Lucky Daye
- "Built for Love" – PJ Morton hợp tác với Jazmine Sullivan

Bài hát R&B xuất sắc nhất
- "Say So"
  - Sáng tác: PJ Morton (trình bày bởi PJ Morton hợp tác với JoJo)
- "Could've Been"
  - Sáng tác: Dernst Emile II, David "Swagg R'Celious" Harris, H.E.R. & Hue "Soundzfire" Strother (trình bày bởi H.E.R. hợp tác với Bryson Tiller)
- "Look at Me Now"
  - Sáng tác: Emily King & Jeremy Most (trình bày bởi Emily King)
- "No Guidance"
  - Sáng tác: Chris Brown, Tyler James Bryant, Nija Charles, Aubrey Graham, Anderson Hernandez, Michee Patrick Lebrun, Joshua Lewis, Noah Shebib & Teddy Walton (trình bày bởi Chris Brown hợp tác với Drake)
- "Roll Some Mo"
  - Sáng tác: David Brown, Dernst Emile II & Peter Lee Johnson (trình bày bởi Lucky Daye)

Album urban contemporary xuất sắc nhất
- Cuz I Love You (Phiên bản Cao cấp) – Lizzo
- Apollo XXI – Steve Lacy
- Overload – Georgia Anne Muldrow
- Saturn – NAO
- Being Human in Public – Jessie Reyez

Album R&B xuất sắc nhất
- Ventura – Anderson.Paak
- 1123 – BJ the Chicago Kid
- Painted – Lucky Daye
- Ella Mai – Ella Mai
- Paul – PJ Morton

### Rap
Trình diễn rap xuất sắc nhất

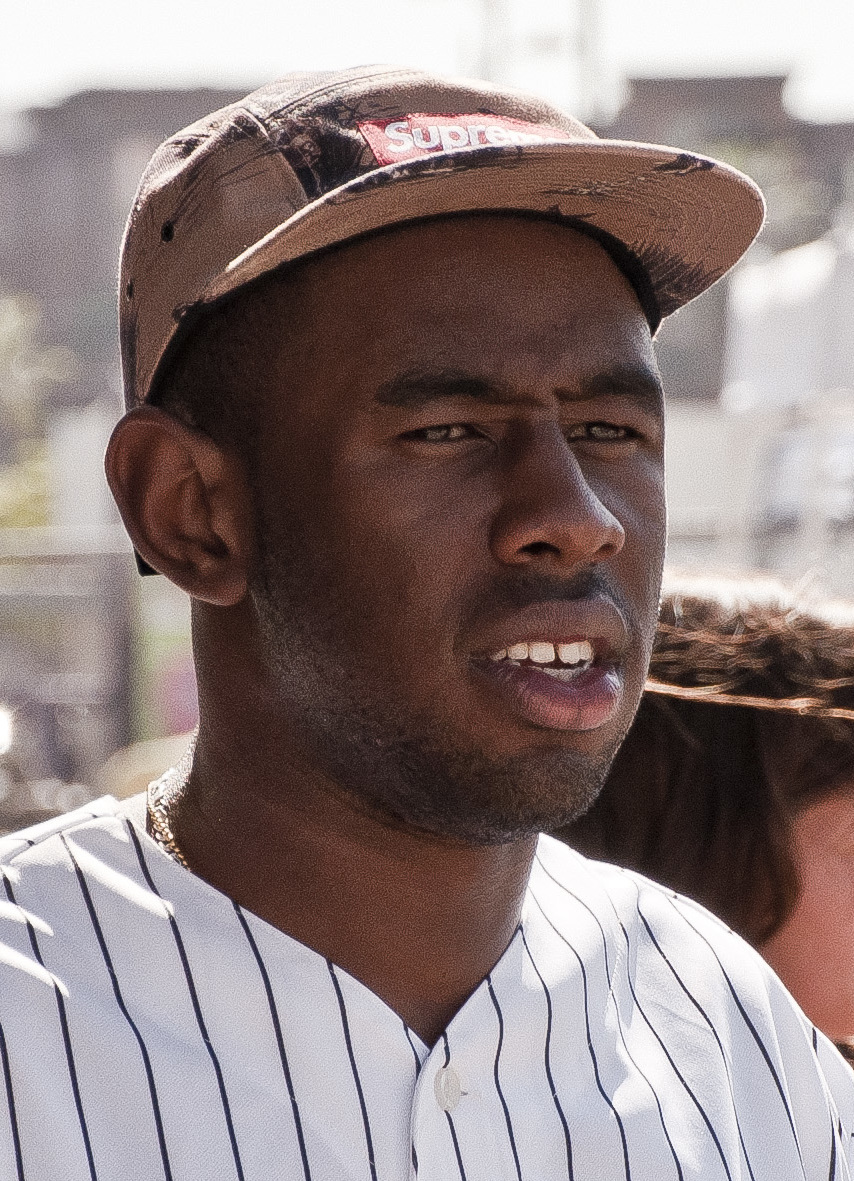
Tyler, the Creator bày tỏ sự thất vọng khi album Igor phát hành năm 2019 của anh được xếp vào hạng mục rap thay vì pop. Anh mô tả quyết định này là "một lời khen có tính châm biếm."

- "Racks in the Middle" – Nipsey Hussle hợp tác với Roddy Ricch & Hit-Boy
- "Middle Child" – J. Cole
- "Suge" – DaBaby
- "Down Bad" – Dreamville hợp tác với J.I.D, Bas, J. Cole, EarthGang & Young Nudy
- "Clout" – Offset hợp tác với Cardi B

Trình diễn rap/hát xuất sắc nhất
- "Higher" – DJ Khaled hợp tác với Nipsey Hussle & John Legend
- "Drip Too Hard" – Lil Baby & Gunna
- "Panini" – Lil Nas X
- "Ballin" – Mustard hợp tác với Roddy Ricch
- "The London" – Young Thug hợp tác với J. Cole & Travis Scott

Ca khúc nhạc rap xuất sắc nhất
- "A Lot"
  - Sáng tác: Jermaine Cole, Dacoury Natche, 21 Savage & Anthony White (trình bày bởi 21 Savage hợp tác với J. Cole)
- "Bad Idea"
  - Sáng tác: Chancelor Bennett, Cordae Dunston, Uforo Ebong & Daniel Hackett (trình bày bởi YBN Cordae featuring Chance the Rapper)
- "Gold Roses"
  - Sáng tác: Noel Cadastre, Aubrey Graham, Anderson Hernandez, Khristopher Riddick-Tynes, William Leonard Roberts II, Joshua Quinton Scruggs, Leon Thomas III & Ozan Yildirim (trình bày bởi Rick Ross hợp tác với Drake)
- "Racks in the Middle"
  - Sáng tác: Ermias Asghedom, Dustin James Corbett, Greg Allen Davis, Chauncey Hollis, Jr. & Rodrick Moore (trình bày bởi Nipsey Hussle hợp tác với Roddy Ricch & Hit-Boy)
- "Suge"
  - Sáng tác: DaBaby, Jetsonmade & Pooh Beatz (trình bày bởi DaBaby)

Album rap xuất sắc nhất
- Igor – Tyler, The Creator
- Revenge of the Dreamers III – Dreamville
- Championships – Meek Mill
- I Am > I Was – 21 Savage
- The Lost Boy – YBN Cordae

### Đồng quê
Trình diễn đơn ca nhạc đồng quê xuất sắc nhất
- "Ride Me Back Home" – Willie Nelson
- "All Your'n" – Tyler Childers
- "Girl Goin' Nowhere" – Ashley McBryde
- "God's Country" – Blake Shelton
- "Bring My Flowers Now" – Tanya Tucker

Trình diễn song tấu hoặc nhóm nhạc đồng quê xuất sắc nhất
- "Speechless" – Dan + Shay
- "Brand New Man" – Brooks & Dunn và Luke Combs
- "I Don't Remember Me (Before You)" – Brothers Osborne
- "The Daughters" – Little Big Town
- "Common" – Maren Morris hợp tác với Brandi Carlile

Bài hát nhạc đồng quê xuất sắc nhất
- "Bring My Flowers Now"
  - Sáng tác: Brandi Carlile, Phil Hanseroth, Tim Hanseroth & Tanya Tucker (trình bày bởi Tanya Tucker)
- "Girl Goin' Nowhere"
  - Sáng tác: Jeremy Bussey & Ashley McBryde (trình bày bởi Ashley McBryde)
- "It All Comes Out in the Wash"
  - Sáng tác: Miranda Lambert, Hillary Lindsey, Lori McKenna & Liz Rose (trình bày bởi Miranda Lambert)
- "Some of It"
  - Sáng tác: Eric Church, Clint Daniels, Jeff Hyde & Bobby Pinson (trình bày bởi Eric Church)
- "Speechless"
  - Sáng tác: Shay Mooney, Jordan Reynolds, Dan Smyers & Laura Veltz (trình bày bởi Dan + Shay)

Album nhạc đồng quê xuất sắc nhất
- While I'm Livin' – Tanya Tucker
- Desperate Man – Eric Church
- Stronger Than the Truth – Reba McEntire
- Interstate Gospel – Pistol Annies
- Center Point Road – Thomas Rhett

### New Age
Album New Age xuất sắc nhất
- Wings – Peter Kater
- Fairy Dreams – David Arkenstone
- Homage to Kindness – David Darling
- Verve – Sebastian Plano
- Deva – Deva Premal

### Jazz
Trình diễn đơn ca ứng tác nhạc jazz xuất sắc nhất
- "Sozinho" – Randy Brecker đơn ca
- "Elsewhere" – Melissa Aldana đơn ca
- "Tomorrow Is the Question" – Julian Lage đơn ca
- "The Windup" – Branford Marsalis đơn ca
- "Sightseeing" – Christian McBride đơn ca

Album giọng jazz xuất sắc nhất
- 12 Little Spells – Esperanza Spalding
- Thirsty Ghost – Sara Gazarek
- Love & Liberation – Jazzmeia Horn
- Alone Together – Catherine Russell
- Screenplay – The Tierney Sutton Band

Album nhạc cụ nhạc jazz xuất sắc nhất
- Finding Gabriel – Brad Mehldau
- In the Key of the Universe – Joey DeFrancesco
- The Secret Between the Shadow and the Soul – Branford Marsalis Quartet
- Christian McBride's New Jawn – Christian McBride
- Come What May – Joshua Redman Quartet

Album đồng diễn lớn nhạc jazz xuất sắc nhất
- The Omni-American Book Club – Brian Lynch Big Band
- Triple Helix – Anat Cohen Tentet
- Dancer in Nowhere – Miho Hazama
- Hiding Out – Mike Holober & Dàn nhạc The Gotham Jazz
- One Day Wonder – Terraza Big Band

Album latin jazz xuất sắc nhất
- Antidote – Chick Corea & The Spanish Heart Band
- Sorte!: Music By John Finbury – Thalma de Freitas cùng Vitor Gonçalves, John Patitucci, Chico Pinheiro, Rogerio Boccato & Duduka Da Fonseca
- Una Noche con Rubén Blades – Dàn nhạc jazz tại Trung tâm Lincoln cùng Wynton Marsalis & Rubén Blades
- Carib – David Sánchez
- Sonero: The Music of Ismael Rivera – Miguel Zenón

### Phúc âm/Thánh ca đương đại
Trình diễn/Bài hát nhạc phúc âm xuất sắc nhất
- "Love Theory"
  - Sáng tác: Kirk Franklin (trình bày bởi Kirk Franklin)
- "Talkin' 'Bout Jesus"
  - Sáng tác: Bryan Fowler, Gloria Gaynor & Chris Stevens (trình bày bởi Gloria Gaynor hợp tác với Yolanda Adams)
- "See the Light"
  - Sáng tác: Travis Greene & Jekalyn Carr (trình bày bởi Travis Greene hợp tác với Jekalyn Carr)
- "Speak the Name"
  - Sáng tác: Koryn Hawthorne & Natalie Grant (trình bày bởi Koryn Hawthorne hợp tác với Natalie Grant)
- "This Is a Move (Trực tiếp)"
  - Sáng tác: Tony Brown, Brandon Lake, Tasha Cobbs Leonard & Nate Moore (trình bày bởi Tasha Cobbs Leonard)

Trình diễn/Bài hát nhạc thánh ca đương đại xuất sắc nhất
- "God Only Knows"
  - Sáng tác: Josh Kerr, Jordan Reynolds, Joel Smallbone, Luke Smallbone & Tedd Tjornhom (trình bày bởi for KING & COUNTRY & Dolly Parton)
- "Only Jesus"
  - Sáng tác: Mark Hall, Bernie Herms & Matthew West (trình bày bởi Casting Crowns)
- "Haven't Seen It Yet"
  - Sáng tác: Danny Gokey, Ethan Hulse & Colby Wedgeworth (trình bày bởi Danny Gokey)
- "God's Not Done with You (Phiên bản đĩa đơn)"
  - Sáng tác: Tauren Wells (trình bày bởi Tauren Wells)
- "Rescue Story"
  - Sáng tác: Ethan Hulse, Andrew Ripp, Jonathan Smith & Zach Williams (trình bày bởi Zach Williams)

Album nhạc phúc âm xuất sắc nhất
- Long Live Love – Kirk Franklin
- Goshen Donald Lawrence Presents the Tri – City Singers
- Tunnel Vision – Gene Moore
- Settle Here – William Murphy
- Something's Happening! A Christmas Album – CeCe Winans

Album nhạc thánh ca đương đại xuất sắc nhất
- Burn the Ships – for KING & COUNTRY
- I Know a Ghost – Crowder
- Haven't Seen It Yet – Danny Gokey
- The Elements – TobyMac
- Holy Roar – Chris Tomlin

Album nhạc phúc âm truyền thống xuất sắc nhất
- Testimony – Gloria Gaynor
- Deeper Roots: Where the Bluegrass Grows – Steven Curtis Chapman
- Deeper Oceans – Joseph Habedank
- His Name Is Jesus – Tim Menzies
- Gonna Sing, Gonna Shout – Nhiều nghệ sĩ; Jerry Salley: sản xuất

### Latinh
Album nhạc pop Latinh xuất sắc nhất
- El Disco – Alejandro Sanz
- Vida – Luis Fonsi
- 11:11 – Maluma
- Montaner – Ricardo Montaner
- Fantasía – Sebastian Yatra

Album nhạc rock, urban hoặc alternative Latinh xuất sắc nhất
- El Mal Querer – Rosalía
- X 100Pre – Bad Bunny
- Oasis – J Balvin & Bad Bunny
- Indestructible – Flor de Toloache
- Almadura – iLe

Album nhạc khu vực Mexico xuất sắc nhất (bao gồm Tejano)
- De Ayer Para siempre – Mariachi los Camperos
- Caminado – Joss Favela
- Percepcion – Intocable
- Poco a Poco – La Energía Norteña
- 20 aniversario – Mariachi Divas de Cindy Shea

Album nhạc tropical Latinh xuất sắc nhất
- Opus – Marc Anthony (cùng đoạt giải)
- A Journey Through Cuban Music – Aymée Nuviola (cùng đoạt giải)
- Tiempo al Tiempo – Luis Enrique + C4 Trio
- Candela – Vicente García
- Literal – Juan Luis Guerra 4.40

### Nhạc truyền thống Mỹ
Trình diễn nhạc truyền thống Mỹ xuất sắc nhất
- "Saint Honesty" – Sara Bareilles
- "Father Mountain" – Calexico và Iron & Wine
- "I'm on My Way" – Rhiannon Giddens cùng Francesco Turrisi
- "Call My Name" – I'm with Her
- "Faraway Look" – Yola

Bài hát nhạc truyền thống Mỹ xuất sắc nhất
- "Call My Name"
  - Sáng tác: Sarah Jarosz, Aoife O'Donovan & Sara Watkins (trình bày bởi I'm with Her)
- "Black Myself"
  - Sáng tác: Amythyst Kiah (trình bày bởi Our Native Daughters)
- "Crossing to Jerusalem"
  - Sáng tác: Rosanne Cash & John Leventhal (trình bày bởi Rosanne Cash)
- "Faraway Look"
  - Sáng tác: Dan Auerbach, Yola Carter & Pat McLaughlin (trình bày bởi Yola)
- "I Don't Wanna Ride the Rails No More"
  - Sáng tác: Vince Gill (trình bày bởi Vince Gill)

Album nhạc Americana xuất sắc nhất
- Oklahoma – Keb' Mo'
- Years to Burn – Calexico và Iron & Wine
- Who Are You Now – Madison Cunningham
- Tales of America – J.S. Ondara
- Walk Through Fire – Yola

Album nhạc Bluegrass xuất sắc nhất
- Tall Fiddler – Michael Cleveland
- Live in Prague, Czech Republic – Doyle Lawson & Quicksilver
- Toil, Tears & Trouble – The Po' Ramblin' Boys
- Royal Traveller – Missy Raines
- If You Can't Stand the Heat – Frank Solivan & Dirty Kitchen

Album nhạc Blues truyền thống xuất sắc nhất
- Tall, Dark, and Handsome – Delbert McClinton & Self-Made Men
- Kingfish – Christone "Kingfish" Ingram
- Sitting on Top of the Blues – Bobby Rush
- Baby, Please Come Home – Jimmie Vaughan
- Spectacular Class – Jontavious Willis

Album nhạc Blues đương đại xuất sắc nhất
- This Land – Gary Clark Jr.
- Venom & Faith – Larkin Poe
- Brighter Days – Robert Randolph and the Family Band
- Somebody Save Me – Sugaray Rayford
- Keep On – Southern Avenue

Album nhạc dân ca xuất sắc nhất
- Patty Griffin – Patty Griffin
- My Finest Work Yet – Andrew Bird
- Rearrange My Heart – Che Apalache
- Evening Machines – Gregory Alan Isakov
- Front Porch – Joy Williams

Album nhạc truyền thống địa phương xuất sắc nhất
- Good Time – Ranky Tanky
- Kalawai'anui – Amy Hānaialiʻi
- When It's Cold – Cree Round Dance Songs – Northern Cree
- Recorded Live at the 2019 New Orleans Jazz & Heritage Festival – Rebirth Brass Band
- Hawaiian Lullaby – Nhiều nghệ sĩ; sản xuất bởi Imua Garza & Kimié Miner

### Reggae
Album nhạc Raggae xuất sắc nhất
- Rapture – Koffee
- As I Am – Julian Marley
- The Final Battle: Sly & Robbie vs. Roots Radics – Sly and Robbie & Roots Radics
- Mass Manipulation – Steel Pulse
- More Work to Be Done – Third World

### World Music
Album World Music xuất sắc nhất
- Celia – Angélique Kidjo
- Gece – Altın Gün
- What Heat – Bokanté & Metropole Orkest; chỉ đạo bởi Jules Buckley
- African Giant – Burna Boy
- Fanm d'Ayiti – Nathalie Joachim cùng Bộ tứ Spektral

### Thiếu nhi
Album nhạc thiếu nhi xuất sắc nhất
- Ageless: Songs for the Child Archetype – Jon Samson
- Flying High! – Caspar Babypants
- I Love Rainy Days – Daniel Tashian
- The Love – Alphabet Rockers
- Winterland – The Okee Dokee Brothers

### Diễn thuyết
Album diễn thuyết xuất sắc nhất (bao gồm thơ ca, sách nói và kể chuyện)
- Becoming – Michelle Obama
- Beastie Boys Book – Nhiều nghệ sĩ; sản xuất bởi Michael Diamond, Adam Horovitz, Scott Sherratt & Dan Zitt
- I.V. Catatonia: 20 Years as a Two-Time Cancer Survivor – Eric Alexandrakis
- Mr. Know-It-All – John Waters
- Sekou Andrews & The String Theory – Sekou Andrews & The String Theory

### Hài kịch
Album hài kịch xuất sắc nhất
- Sticks & Stones – Dave Chappelle
- Quality Time – Jim Gaffigan
- Relatable – Ellen DeGeneres
- Right Now – Aziz Ansari
- Son of Patricia – Trevor Noah

### Nhạc kịch nhà hát
Album nhạc kịch nhà hát xuất sắc nhất
- Hadestown – Reeve Carney, André De Shields, Amber Gray, Eva Noblezada & Patrick Page: nghệ sĩ hát đơn chính; Mara Isaacs, David Lai, Anaïs Mitchell & Todd Sickafoose: sản xuất (Anaïs Mitchell: soạn nhạc và viết lời) (Dàn diễn viên Broadway gốc)
- Ain't Too Proud: The Life and Times of The Temptations – Saint Aubyn, Derrick Baskin, James Harkness, Jawan M. Jackson, Jeremy Pope & Ephraim Sykes: nghệ sĩ hát đơn chính; Scott M. Riesett: sản xuất (Dàn diễn viên Broadway gốc)
- Moulin Rouge! The Musical – Danny Burstein, Tam Mutu, Sahr Ngaujah, Karen Olivo & Aaron Tveit: nghệ sĩ hát đơn chính; Justin Levine, Baz Luhrmann, Matt Stine & Alex Timbers: sản xuất (Dàn diễn viên Broadway gốc)
- The Music of Harry Potter and the Cursed Child – In Four Contemporary Suites – Imogen Heap: sản xuất; Imogen Heap: soạn nhạc (Imogen Heap)
- Oklahoma! – Damon Daunno, Rebecca Naomi Jones, Ali Stroker, Mary Testa & Patrick Vaill: nghệ sĩ hát đơn chính; Daniel Kluger & Dean Sharenow: sản xuất (Richard Rodgers: soạn nhạc; Oscar Hammerstein II: viết lời) (Dàn diễn viên Broadway năm 2019)

### Âm nhạc cho sản phẩm truyền thông hình ảnh
Tác phẩm âm nhạc biên soạn cho phim ảnh xuất sắc nhất
- A Star Is Born – Lady Gaga & Bradley Cooper
  - Paul "DJWS" Blair, Bradley Cooper, Lady Gaga, Nick Monson, Lukas Nelson Mark Nilan Jr. & Benjamin Rice: sản xuất bản tổng hợp; Julianne Jordan & Julia Michels: giám sát âm nhạc
- The Lion King: The Songs – Nhiều nghệ sĩ
  - Jon Favreau & Hans Zimmer: sản xuất bản tổng hợp
- Quentin Tarantino's Once Upon a Time in Hollywood – Nhiều nghệ sĩ
  - Quentin Tarantino: sản xuất bản tổng hợp; Mary Ramos: giám sát âm nhạc
- Rocketman – Taron Egerton
  - Giles Martin: sản xuất bản tổng hợp
- Spider-Man: Into the Spider-Verse – Nhiều nghệ sĩ
  - Spring Aspers & Dana Sano: sản xuất bản tổng hợp; Kier Lehman: giám sát âm nhạc

Nhạc nền hay nhất cho phương tiện truyền thông trực quan
- Chernobyl – Hildur Guðnadóttir: soạn nhạc
- Avengers: Endgame – Alan Silvestri: soạn nhạc
- Game of Thrones: Season 8 – Ramin Djawadi: soạn nhạc
- The Lion King – Hans Zimmer: soạn nhạc
- Mary Poppins Returns – Marc Shaiman: soạn nhạc

Ca khúc nhạc phim hay nhất
- "I'll Never Love Again (Phiên bản trong phim)" (từ Vì sao vụt sáng)
  - Sáng tác: Natalie Hemby, Lady Gaga, Hillary Lindsey & Aaron Raitiere (trình bày bởi Lady Gaga & Bradley Cooper)
- "The Ballad of the Lonesome Cowboy" (từ Câu chuyện đồ chơi 4)
  - Sáng tác: Randy Newman (trình bày bởi Chris Stapleton)
- "Girl in the Movies" (từ Dumplin')
  - Sáng tác: Dolly Parton & Linda Perry (trình bày bởi Dolly Parton)
- "Spirit" (từ Vua sư tử)
  - Sáng tác: Beyoncé Knowles-Carter, Timothy McKenzie & Ilya Salmanzadeh (trình bày bởi Beyoncé)
- "Suspirium" (từ Suspiria)
  - Sáng tác: Thom Yorke (trình bày bởi Thom Yorke)

### Soạn nhạc/Biên khúc
Tác phẩm nhạc cụ xuất sắc nhất
- Star Wars: "Galaxy's Edge (Symphonic Suite)"
  - Soạn nhạc: John Williams (trình bày bởi John Williams)
- "Begin Again"
  - Soạn nhạc: Fred Hersch (trình bày bởi Fred Hersch & The WDR Big Band; chỉ đạo bởi Vince Mendoza)
- "Crucible for Crisis"
  - Soạn nhạc: Brian Lynch (trình bày bởi Brian Lynch Big Band)
- "Love, a Beautiful Force"
  - Soạn nhạc: Vince Mendoza (trình bày bởi Vince Mendoza, Terell Stafford, Dick Oatts & Dàn nhạc phòng thu của trường đại học Temple)
- "Walkin' Funny"
  - Soạn nhạc: Christian McBride (trình bày bởi Christian McBride)

Biên khúc cho Nhạc cụ hoặc A Cappella xuất sắc nhất
- "Moon River"
  - Biên khúc: Jacob Collier (trình bày bởi Jacob Collier)
- "Blue Skies"
  - Biên khúc: Kris Bowers (trình bày bởi Kris Bowers)
- "Hedwig's Theme"
  - Biên khúc: John Williams (trình bày bởi Anne-Sophie Mutter & John Williams)
- "La Novena"
  - Biên khúc: Emilio Solla (trình bày bởi Emilio Solla Tango Jazz Orchestra)
- "Love, a Beautiful Force"
  - Biên khúc: Vince Mendoza (trình bày bởi Vince Mendoza, Terell Stafford, Dick Oatts & Dàn nhạc phòng thu của trường đại học Temple)

Biên khúc cho Nhạc cụ và Giọng hát xuất sắc nhất
- All Night Long
  - Biên khúc: Jacob Collier (trình bày bởi Jacob Collier hợp tác với Jules Buckley, Take 6 & Metropole Orkest)
- Jolene
  - Biên khúc: Geoff Keezer (trình bày bởi Sara Gazarek)
- Marry Me a Little
  - Biên khúc: Cyrille Aimee & Diego Figueiredo (trình bày bởi Cyrille Aimée)
- Over the Rainbow
  - Biên khúc: Vince Mendoza (trình bày bởi Trisha Yearwood)
- 12 Little Spells (Thoracic Spine)
  - Biên khúc: Esperanza Spalding (trình bày bởi Esperanza Spalding)

### Đóng gói
Bản thu âm được đóng gói tốt nhất
- Chris Cornell
  - Chỉ đạo nghệ thuật: Barry Ament, Jeff Ament, Jeff Fura & Joe Spix (Chris Cornell)
- Anónimas & resilientes
  - Chỉ đạo nghệ thuật: Luisa María Arango, Carlos Dussan, Manuel García-Orozco & Juliana Jaramillo-Buenaventura (Voces Del Bullerengue)
- Hold That Tiger
  - Chỉ đạo nghệ thuật: Andrew Wong & Fongming Yang (The Muddy Basin Ramblers)
- I, I
  - Chỉ đạo nghệ thuật: Aaron Anderson & Eric Timothy Carlson (Bon Iver)
- Intellexual
  - Chỉ đạo nghệ thuật: Irwan Awalludin (Intellexual)

Hộp hoặc Phiên bản đặc biệt giới hạn được đóng gói tốt nhất
- Woodstock: Back to the Garden – The Definitive 50th Anniversary Archive
  - Chỉ đạo nghệ thuật: Masaki Koike (Nhiều nghệ sĩ)
- Anima
  - Chỉ đạo nghệ thuật: Stanley Donwood & Tchocky (Thom Yorke)
- Gold in Brass Age
  - Chỉ đạo nghệ thuật: Amanda Chiu, Mark Farrow & David Gray (David Gray)
- 1963: New Directions
  - Chỉ đạo nghệ thuật: Josh Cheuse (John Coltrane)
- The Radio Recordings 1939–1945
  - Chỉ đạo nghệ thuật: Marek Polewski (Wilhelm Furtwängler & Berliner Philharmoniker)

### Lịch sử
Album lịch sử xuất sắc nhất
- Pete Seeger: The Smithsonian Folkways Collection
  - Jeff Place & Robert Santelli: sản xuất bản tổng hợp; Pete Reiniger: kỹ sư master (Pete Seeger)
- The Girl from Chickasaw County – The Complete Capitol Masters
  - Andrew Batt & Kris Maher: sản xuất bản tổng hợp; Simon Gibson: kỹ sư master (Bobbie Gentry)
- The Great Comeback: Horowitz at Carnegie Hall
  - Robert Russ: sản xuất bản tổng hợp; Andreas K. Meyer & Jennifer Nulsen: kỹ sư master (Vladimir Horowitz)
- Kanyo Ongaku: Japanese Ambient, Environmental & New Age Music 1980–1990
  - Spencer Doran, Yosuke Kitazawa, Douglas Mcgowan & Matt Sullivan: sản xuất bản tổng hợp; John Baldwin: kỹ sư master (Nhiều nghệ sĩ)
- Woodstock: Back to the Garden – The Definitive 50th Anniversary Archive
  - Brian Kehew, Steve Woolard & Andy Zax: sản xuất bản tổng hợp; Dave Schultz: kỹ sư master (Nhiều nghệ sĩ)

### Sản xuất cho nhạc đại chúng
Album nhạc đại chúng được sản xuất tốt nhất
- When We All Fall Asleep, Where Do We Go?
  - Rob Kinelski & Finneas O'Connell: kỹ sư; John Greenham: kỹ sư master (Billie Eilish)
- All These Things
  - Tchad Blake, Adam Greenspan & Roderick Shearer: kỹ sư; Bernie Grundman: kỹ sư master (Thomas Dybdahl)
- Ella Mai
  - Chris "Shaggy" Ascher, Jaycen Joshua & David Pizzimenti: kỹ sư; Chris Athens: kỹ sư master (Ella Mai)
- Run Home Slow
  - Paul Butler & Sam Teskey: kỹ sư; Joe Carra: kỹ sư master (The Teskey Brothers)
- Scenery
  - Tom Elmhirst, Ben Kane & Jeremy Most: kỹ sư; Bob Ludwig: kỹ sư master (Emily King)

Nhà sản xuất nhạc đại chúng của năm
- Finneas
  - When We Fall Asleep, Where Do We Go? (Billie Eilish) (Album)
- Jack Antonoff
  - Arizona Baby (Kevin Abstract) (Album)
  - Lover (Taylor Swift) (Album)
  - Norman F***ing Rockwell! (Lana Del Rey) (Album)
  - Red Hearse (Red Hearse) (Album)
- Dan Auerbach
  - The Angels in Heaven Done Signed My Name (Leo Bud Welch) (Album)
  - Let's Rock (The Black Keys) (Album)
  - Mockingbird (The Gibson Brothers) (Album)
  - Myth of a Man (Night Beats) (Album)
  - Southern Gentleman (Dee White) (Album)
  - Walk Through Fire (Yola) (Album)
- John Hill
  - "Heat of the Summer" (Young The Giant) (Bài hát)
  - "Hundred" (Khalid) (Bài hát)
  - "No Drug like Me" (Carly Rae Jepsen) (Bài hát)
  - "Outta My Head" (Khalid với John Mayer) (Bài hát)
  - Social Cues (Cage The Elephant) (Album)
  - "Superposition" (Young The Giant) (Bài hát)
  - "Too Much" (Carly Rae Jepsen) (Bài hát)
  - "Vertigo" (Khalid) (Bài hát)
  - "Zero" (từ Ralph Breaks the Internet) (Imagine Dragons) (Bài hát)
- Ricky Reed
  - Almost Free (Fidlar) (Album)
  - "Burning" (Maggie Rogers) (Bài hát)
  - "Confidence" (X Ambassadors hợp tác với K.Flay) (Bài hát)
  - "Juice" (Lizzo) (Bài hát)
  - "Kingdom of One" (Maren Morris) (Bài hát)
  - "Power Is Power" (SZA hợp tác với The Weekend & Travis Scott) (Bài hát)
  - "Tempo" (Lizzo hợp tác với Missy Elliott) (Bài hát)
  - "Truth Hurts" (Lizzo) (Bài hát)
  - The Wrong Man (Ross Golan) (Album)

Bản thu âm phối lại xuất sắc nhất
- "I Rise" (bản phối lại của Tracy Young trên đài phát thanh để mở màn cho diễu hành đồng tính)
  - Phối lại: Tracy Young (trình bày bởi Madonna)
- "Mother's Daughter" (bản phối lại của Wuki)
  - Phối lại: Wuki (trình bày bởi Miley Cyrus)
- "The One" (bản phối lại của High Contrast)
  - Phối lại: Lincoln Barrett (trình bày bởi Jorja Smith)
- "Swim" (bản phối lại của Ford.)
  - Phối lại: Luc Bradford (trình bày bởi Mild Minds)
- "Work It" (bản phối lại của Soulwax)
  - Phối lại: David Gerard C Dewaele & Stephen Antoine C Dewaele (trình bày bởi Marie Davidson)

### Sản xuất cho âm thanh lập thể
Album âm thanh lập thể xuất sắc nhất
- Lux
  - Morten Lindberg: kỹ sư âm thanh lập thể; Morten Lindberg: kỹ sư master cho âm thanh lập thể; Morten Lindberg: sản xuất âm thanh lập thể (Anita Brevik, Trondheimsolistene & Nidarosdomens Jentekor)
- Chain Tripping
  - Luke Argilla: kỹ sư âm thanh lập thể; Jurgen Scharpf: kỹ sư master cho âm thanh lập thể; Jona Bechtolt, Claire L. Evans & Rob Kieswetter: sản xuất âm thanh lập thể (Yacht)
- Kverndokk: Symphonic Dances
  - Jim Anderson: kỹ sư âm thanh lập thể; Robert C. Ludwig: kỹ sư master cho âm thanh lập thể; Ulrike Schwarz: sản xuất âm thanh lập thể (Ken-David Masur & Stavanger Symphony Orchestra)
- The Orchestral Organ
  - Keith O. Johnson: kỹ sư âm thanh lập thể; Keith O. Johnson: kỹ sư master cho âm thanh lập thể; Marina A. Ledin & Victor Ledin: sản xuất âm thanh lập thể (Jan Kraybill)
- The Savior
  - Bob Clearmountain: kỹ sư âm thanh lập thể; Bob Ludwig: kỹ sư master cho âm thanh lập thể; Michael Marquart & Dave Way: sản xuất âm thanh lập thể (A Bad Think)

### Sản xuất cho nhạc cổ điển
Album nhạc cổ điển được sản xuất tốt nhất
- Riley: Sun Rings
  - Leslie Ann Jones: kỹ sư; Robert C. Ludwig: kỹ sư master (Bộ tứ Kronos)
- Aequa – Anna Thorvaldsdóttir
  - Daniel Shores: kỹ sư; Daniel Shores: kỹ sư master (International Contemporary Ensemble)
- Bruckner: Symphony No. 9
  - Mark Donahue: kỹ sư; Mark Donahue: kỹ sư master (Manfred Honeck & Dàn nhạc giao hưởng Pittsburgh)
- Rachmaninoff – Hermitage Piano Trio
  - Keith O. Johnson & Sean Royce Martin: kỹ sư; Keith O. Johnson: kỹ sư master (Bộ ba nghệ sĩ piano Hermitage)
- Wolfe: Fire in My Mouth
  - Bob Hanlon & Lawrence Rock: kỹ sư; Ian Good & Lawrence Rock: kỹ sư master (Jaap Van Zweden, Francisco J. Núñez, Donald Nally, The Crossing, Đội hợp xướng trẻ tuổi của thành phố New York & Dàn nhạc giao hưởng New York Philharmonic)

Nhà sản xuất nhạc cổ điển của năm
- Blanton Alspaugh
  - Artifacts – The Music of Michael McGlynn (Charles Bruffy & Đội hát nhà thờ thành phố Kansas)
  - Berlioz: Symphonie fantastique; Fantaisie sur La Tempête de Shakespeare (Andrew Davis & Dàn nhạc giao hưởng Toronto)
  - Copland: Billy the Kid; Grohg (Leonard Slatkin & Dàn nhạc giao hưởng Detroit)
  - Duruflé: Complete Choral Works (Robert Simpson & Đội hát thờ trong khoang Houston)
  - Glass: Symphony No. 5 (Julian Wachner, Đội hát nhà thờ Trinity Wall Street, Đội hợp xướng Trinity Youth, Downtown Voices & Novus NY)
  - Sander: The Divine Liturgy of St. John Chrysostom (Peter Jermihov & Các ca sĩ của viện PaTRAM)
  - Smith, K.: Canticle (Craig Hella Johnson & Nhóm nhạc đồng diễn nghệ thuật giọng hát Cincinnati)
  - Visions Take Flight (Mei-Ann Chen & ROCO)
- James Ginsburg
  - Project W – Works by Diverse Women Composers (Mei-Ann Chen & Dàn nhạc giao hưởng nhỏ Chicago)
  - Silenced Voices (Nhóm nhạc đồng diễn Black Oak)
  - 20th Century Harpsichord Concertos (Jory Vinikour, Scott Speck & Dàn nhạc giao hưởng Chicago Philharmonic)
  - Twentieth Century Oboe Sonatas (Alex Klein & Phillip Bush)
  - Winged Creatures & Other Works for Flute, Clarinet, and Orchestra (Anthony McGill, Demarre McGill, Allen Tinkham & Dàn nhạc giao hưởng trẻ của Chicago)
- Marina A. Ledin & Victor Ledin
  - Bates: Children of Adam; Vaughan Williams: Dona nobis pacem (Steven Smith, Erin R. Freeman, Đội hát thờ và giao hưởng Richmond)
  - The Orchestral Organ (Jan Kraybill)
  - The Poetry of Places (Nadia Shpachenko)
  - Rachmaninoff – Hermitage Piano Trio (Bộ ba nghệ sĩ piano Hermitage)
- Morten Lindberg
  - Himmelborgen (Elisabeth Holte, Kåre Nordstoga & Uranienborg Vokalensemble)
  - Kleiberg: Do You Believe in Heather? (Nhiều nghệ sĩ)
  - Ljos (Fauna Vokalkvintett)
  - LUX (Anita Brevik, Trondheimsolistene & Nidarosdomens Jentekor)
  - Trachea (Tone Bianca Sparre Dahl & Schola Cantorum)
  - Veneliti (Håkon Daniel Nystedt & Oslo Kammerkor)
- Dirk Sobotka
  - Bruckner: Symphony No. 9 (Manfred Honeck & Dàn nhạc giao hưởng Pittsburgh)

### Cổ điển
Trình diễn dàn nhạc xuất sắc nhất
- Norman: Sustain
  - Chỉ huy dàn nhạc: Gustavo Dudamel (trình bày bởi Dàn nhạc giao hưởng Los Angeles)
- Bruckner: Symphony No. 9
  - Chỉ huy dàn nhạc: Manfred Honeck (trình bày bởi Dàn nhạc giao hưởng Pittsburgh)
- Copland: Billy the Kid; Grohg
  - Chỉ huy dàn nhạc: Leonard Slatkin (trình bày bởi Dàn nhạc giao hưởng Detroit Symphony)
- Transatlantic
  - Chỉ huy dàn nhạc: Louis Langrée (trình bày bởi Dàn nhạc giao hưởng Cincinnati)
- Weinberg: Symphonies Nos. 2 & 21
  - Chỉ huy dàn nhạc: Mirga Gražinytė-Tyla (trình bày bởi Dàn nhạc giao hưởng thành phố Birmingham & Kremerata Baltica)

Bản thu âm opera xuất sắc nhất
- Picker: Fantastic Mr. Fox
  - Gil Rose: chỉ huy; John Brancy, Andrew Craig Brown, Gabriel Preisser, Krista River & Edwin Vega; Gil Rose: sản xuất (Dự án dàn nhạc hiện đại Boston; Đội hợp xướng thiếu nhi Boston)
- Benjamin: Lessons in Love & Violence
  - George Benjamin: chỉ huy; Stéphane Degout, Barbara Hannigan, Peter Hoare & Gyula Orendt; James Whitbourn: sản xuất (Dàn nhạc của Royal Opera House)
- Berg: Wozzeck
  - Marc Albrecht: chỉ huy; Christopher Maltman & Eva-Maria Westbroek; François Roussillon: sản xuất (Dàn nhạc giao hưởng Netherlands Philharmonic; Đội hợp xướng Nhà hát opera quốc gia Hà Lan)
- Charpentier: Les Arts florissants; Les Plaisirs de Versailles
  - Paul O'Dette & Stephen Stubbs: chỉ huy; Jesse Blumberg, Teresa Wakim & Virginia Warnken; Renate Wolter-Seevers: sản xuất (Đội hát thờ trong khoang của Nhạc hội Boston Early; Nhóm nhạc đồng diễn giọng hát của Nhạc hội Boston Early)
- Wagner: Lohengrin
  - Christian Thielemann: chỉ huy; Piotr Beczała, Anja Harteros, Tomasz Konieczny, Waltraud Meier & Georg Zeppenfeld; Eckhard Glauche: sản xuất (Festspielorchester Bayreuth; Festspielchor Bayreuth)

Trình diễn hát nhà thờ xuất sắc nhất
- Duruflé: Complete Choral Works
  - Chỉ huy: Robert Simpson (trình bày bởi Ken Cowan; Đội hợp xướng trong khoang Houston)
- Boyle: Voyages
  - Chỉ huy: Donald Nally (trình bày bởi The Crossing)
- The Hope of Loving
  - Chỉ huy: Craig Hella Johnson (trình bày bởi Conspirare)
- Sander: The Divine Liturgy of St. John Chrysostom
  - Chỉ huy: Peter Jermihov (trình bày bởi Evan Bravos, Vadim Gan, Kevin Keys, Glenn Miller & Daniel Shirley; Các ca sĩ của viện PaTRAM)
- Smith, K.: The Arc in the Sky
  - Chỉ huy: Donald Nally (trình bày bởi The Crossing)

Trình diễn cho khán phòng/đồng diễn quy mô nhỏ xuất sắc nhất
- Shaw: Orange – Bộ tứ Attacca
- Cerrone: The Pieces That Fall to Earth – Christopher Rountree & Wild Up
- Freedom & Faith – PUBLIQuartet
- Perpetulum – Third Coast Percussion
- Rachmaninoff – Hermitage Piano Trio – Bộ ba nghệ sĩ piano Hermitage

Đơn ca nhạc cụ cổ điển xuất sắc nhất
- Marsalis: Violin Concerto; Fiddle Dance Suite
  - Chỉ huy: Nicola Benedetti; Cristian Măcelaru (trình bày bởi Dàn nhạc Philadelphia)
- The Berlin Recital
  - Yuja Wang
- Higdon: Harp Concerto
  - Chỉ huy: Yolanda Kondonassis; Ward Stare (trình bày bởi Dàn nhạc giao hưởng Rochester Philharmonic)
- The Orchestral Organ
  - Chỉ huy: Jan Kraybill
- Torke: Sky, Concerto for Violin
  - Chỉ huy: Tessa Lark; David Alan Miller (trình bày bởi Dàn nhạc giao hưởng Albany)

Album đơn ca giọng hát cổ điển xuất sắc nhất
- Songplay
  - Joyce DiDonato; Chuck Israels, Jimmy Madison, Charlie Porter & Craig Terry: đệm dàn nhạc (Steve Barnett & Lautaro Greco)
- The Edge of Silence – Works for Voice by György Kurtág
  - Susan Narucki (Donald Berman, Curtis Macomber, Kathryn Schulmeister & Nicholas Tolle)
- Himmelsmusik
  - Philippe Jaroussky & Céline Scheen; Christina Pluhar: chỉ huy; L'Arpeggiata: dàn nhạc (Jesús Rodil & Dingle Yandell)
- Schumann: Liederkreis Op. 24, Kerner-Lieder Op. 35
  - Matthias Goerne; Leif Ove Andsnes: đệm dàn nhạc
- A te, o cara
  - Stephen Costello; Constantine Orbelian: chỉ huy (Dàn nhạc giao hưởng thành phố Kaunas)

Bản tóm tắt nhạc cổ điển xuất sắc nhất
- The Poetry of Places
  - Nadia Shpachenko; Marina A. Ledin & Victor Ledin: sản xuất
- American Originals 1918
  - John Morris Russell: chỉ huy; Elaine Martone: sản xuất
- Leshnoff: Symphony No. 4 "Heichalos"; Guitar Concerto; Starburst
  - Giancarlo Guerrero: chỉ huy; Tim Handley: sản xuất
- Meltzer: Songs and Structures
  - Paul Appleby & Natalia Katyukova; Silas Brown & Harold Meltzer: sản xuất
- Saariaho: True Fire; Trans; Ciel d'hiver
  - Hannu Lintu: chỉ huy; Laura Heikinheimo: sản xuất

Sáng tác cổ điển đương đại xuất sắc nhất
- Higdon: Harp Concerto
  - Soạn nhạc: Jennifer Higdon (trình bày bởi Yolanda Kondonassis, Ward Stare & Dàn nhạc giao hưởng Rochester Philharmonic)
- Bermel: Migration Series for Jazz Ensemble & Orchestra
  - Soạn nhạc: Derek Bermel (trình bày bởi Derek Bermel, Ted Nash, David Alan Miller, Dàn nhạc jazz Juilliard & Dàn nhạc giao hưởng Albany)
- Marsalis: Violin Concerto in D Major
  - Soạn nhạc: Wynton Marsalis (trình bày bởi Nicola Benedetti, Cristian Măcelaru & Dàn nhạc Philadelphia)
- Norman: Sustain
  - Soạn nhạc: Andrew Norman (trình bày bởi Gustavo Dudamel & Dàn nhạc giao hưởng Los Angeles Philharmonic)
- Shaw: Orange
  - Soạn nhạc: Caroline Shaw (trình bày bởi Bộ tứ Attacca)
- Wolfe: Fire in My Mouth
  - Soạn nhạc: Julia Wolfe (trình bày bởi Jaap Van Zweden, Francisco J. Núñez, Donald Nally, The Crossing, Đội hợp xướng trẻ tuổi của thành phố New York & Dàn nhạc giao hưởng New York Philharmonic)

### Video/Phim âm nhạc
Video âm nhạc xuất sắc nhất
- "Old Town Road" (Phim chính thức)  – Lil Nas X & Billy Ray Cyrus
  - Calmatic: đạo diễn; Candice Dragonas, Melissa Larsen & Saul Levitz: sản xuất
- "We've Got to Try" – The Chemical Brothers
  - Ninian Doff: đạo diễn; Ellie Fry: sản xuất
- "This Land" – Gary Clark Jr.
  - Savanah Leaf: đạo diễn; Jason Cole, Danielle Hinde, Alicia Martinez & Devin Sarno: sản xuất
- "Cellophane" – FKA Twigs
  - Andrew Thomas Huang: đạo diễn; Alex Chamberlain: sản xuất
- "Glad He's Gone" – Tove Lo
  - Vania Heymann & Gal Muggia: đạo diễn; Natan Schottenfels: sản xuất

Phim âm nhạc xuất sắc nhất
- Homecoming – Beyoncé
  - Beyoncé Knowles-Carter & Ed Burke: đạo diễn; Steve Pamon & Erinn Williams: sản xuất
- David Crosby: Remember My Name – David Crosby
  - A.J. Eaton: đạo diễn; Cameron Crowe, Michele Farinola & Greg Mariotti: sản xuất
- Birth of the Cool – (Miles Davis)
  - Stanley Nelson: đạo diễn; Nicole London: sản xuất
- Shangri-La – Nhiều nghệ sĩ
  - Morgan Neville: đạo diễn; Emma Baiada: sản xuất
- Anima – Thom Yorke
  - Paul Thomas Anderson: đạo diễn; Paul Thomas Anderson, Erica Frauman & Sara Murphy: sản xuất

## Nghệ sĩ có nhiều đề cử và giải thưởng

### Nhiều đề cử nhất
Nữ ca sĩ người Mỹ Lizzo nhận được nhiều đề cử nhất với tổng cộng 8 đề cử. Theo sau đó là Billie Eilish và Lil Nas X với 6 đề cử mỗi người. Các nghệ sĩ sau đây có nhiều hơn một đề cử:
| Danh sách các nghệ sĩ nhận được nhiều đề cử |
| --- |
| 8: - Lizzo 6: - Billie Eilish - Lil Nas X 5: - Finneas - Ariana Grande - H.E.R. 4: - Beyoncé - Gary Clark Jr. - J. Cole - Lucky Daye - Bob Ludwig - Ricky Reed - Tanya Tucker - Yola - Thom Yorke 3: - Jack Antonoff - Brandi Carlile - The Chemical Brothers - Billy Ray Cyrus - Lady Gaga - Chris Gehringer - John Greenham - David "Swagg R'celious" Harris - Nipsey Hussle - Bon Iver - Rob Kinelski - Ezra Koenig - Marina A. Ledin & Victor Ledin - Hillary Lindsey - Manny Marroquin - Christian McBride - Vince Mendoza - PJ Morton - Roddy Ricch - Taylor Swift 2: - Sam Ashworth - Dan Auerbach - Bad Bunny - BJ the Chicago Kid - Tommy Brown - BJ Burton - Greg Calbi - Calexico - Eric Church - Jacob Collier - Brad Cook - YBN Cordae - DaBaby - Dan + Shay - Lana Del Rey - D'Mile - Drake - Dreamville - For King & Country - Kirk Franklin - Gloria Gaynor - Serban Ghenea - Danny Gokey - Joe Grasso - Phil Hanseroth - Tim Hanseroth - Zach Hansen - Natalie Hemby - Hit-Boy - Brittany Howard - Ethan Hulse - I Prevail - Ilya - I'm With Her - Iron & Wine - Rodney Jerkins - Keith O. Johnson - Jaycen Joshua - Eric Lagg - Miranda Lambert - Swae Lee - John Legend - Morten Lindberg - Brian Lynch - Post Malone - Branford Marsalis - Wynton Marsalis - Ashley McBryde - Lori McKenna - Randy Merrill - Chris Messina - Victoria Monet - Brendan Morawski - Jeremy Most - Donald Nally - Anderson.Paak - Dolly Parton - Jordan Reynolds - Rival Sons - Rosalía - Rüfüs Du Sol - Ethan Shumaker - Social House - Esperanza Spalding - Tool - Miki Tsutsumi - 21 Savage - Vampire Weekend - Vinylz - John Williams - Hans Zimmer |

### Nhiều giải thưởng nhất
Billie Eilish và Finneas giành được nhiều giải thưởng nhất, với 5 giải mỗi người cho đóng góp của họ trong album đầu tay của Eilish When We All Fall Asleep, Where Do We Go?. Eilish trở thành nghệ sĩ đầu tiên giành chiến thắng ở bốn hạng mục chính bao gồm Thu âm của năm, Album của năm, Bài hát của năm và Nghệ sĩ mới xuất sắc nhất trong cùng một năm kể từ sau khi Christopher Cross đoạt được bốn giải này vào năm 1981. Ở độ tuổi 18, cô cũng là nghệ sĩ trẻ tuổi nhất đạt được thành tích này. Các nghệ sĩ sau đây chiến thắng nhiều hơn một hạng mục:
| \| 5: - Billie Eilish - Finneas \| 3: - Gary Clark Jr. - John Greenham - Rob Kinelski - Lizzo \| 2: - The Chemical Brothers - Billy Ray Cyrus - Lady Gaga - Nipsey Hussle - Lil Nas X - Tanya Tucker \| |                                                            | |
| 5: - Billie Eilish - Finneas | 3: - Gary Clark Jr. - John Greenham - Rob Kinelski - Lizzo | 2: - The Chemical Brothers - Billy Ray Cyrus - Lady Gaga - Nipsey Hussle - Lil Nas X - Tanya Tucker |

## Tưởng nhớ
- Nipsey Hussle
- Juice WRLD
- LaShawn Daniels
- Diahann Carroll
- Doris Day
- Neil Peart
- Ric Ocasek
- Eddie Money
- Ginger Baker
- Hal Blaine
- Emil Richards
- Marie Fredriksson
- Kim Shattuck
- Clydie King
- Katreese Barnes
- Leon Redbone
- Earl Thomas Conley
- Fred Foster
- David Olney
- Phran Galante
- Russell Smith
- Ralph Murphy
- Busbee
- João Gilberto
- José José
- Camilo Sesto
- Beth Carvalho
- Alberto Cortez
- Dan Warner
- Roky Erickson
- Daniel Johnston
- Dick Dale
- Donnie Fritts
- Ed Cherney
- Dave Velte
- Peter Tork
- Neil Innes
- Jimmy Heath
- Jimmy Johnson
- Jack Sheldon
- Jerry Herman
- Hal Prince
- Hugh Fordin
- Elliot Roberts
- Lauren Valencia
- Alex Berdoff
- Allee Willis
- Gary Lemel
- Jessye Norman
- Dominick Argento
- Jack Renner
- André Previn
- Joe Smith
- Jay Frank
- David Saltz
- Eddie Lambert
- Shelley Lazar
- Jim Swindel
- Gary Stewart
- Theresa Jenkins
- Dennis Farnon
- Dave Bartholomew
- Art Neville
- Dr. John